# Списак космонаута по кумулативном трајању шетњи свемиром
Испод је списак космонаута по укупном трајању излазака у отворени свемир. Списак садржи имена 30 космонаута који су провели највише времена шетајући отвореним свемиром. Први на листи је тренутно совјетски/руски космонаут Федералне космичке агенције (ФКА) – Анатолиј Соловјов са 82 сата и 22 минута акумулираних током 16 излазака у отворени свемир. Други је амерички астронаут агенције НАСА – Мајкл Лопез-Алегрија са 67 сати и 40 минута током 10 излазака у отворени свемир. Космонаутима ФКА урачунато је и време проведено шетајући свемиром током СССР-а.
Занимљиво је да је руски космонаут Генадиј Падалка, тренутно рекордер по кумулативном времену проведеном у свемиру са преко 840 дана у орбити, учествовао у 10 излазака у отворени свемир по чему је изједначен са Мајклом Лопез-Алегријом на другом месту, али су му шетње биле релативно кратког трајања (две су трајале свега 10ак минута) тако да по кумулативном времену није међу првих 30 космонаута (38 сати 35 минута).

## Списак
| Број | Космонаут            | Агенција | Укупно EVA | Укупно време, сати:минута | Просечно трајање, сати:минута |
| ---- | -------------------- | -------- | ---------- | ------------------------- | ----------------------------- |
| 1    | Анатолиј Соловјов    | ФКА      | 16         | 82:22                     | 5:09                          |
| 2    | Мајкл Лопез-Алегрија | НАСА     | 10         | 67:40                     | 6:46                          |
| 3    | Ендру Фјустел        | НАСА     | 9          | 61:48                     | 6:52                          |
| 4    | Пеги Витсон          | НАСА     | 10         | 60:21                     | 6:02                          |
| 5    | Фјодор Јурчихин      | ФКА      | 9          | 59:27                     | 6:36                          |
| 6    | Џери Рос             | НАСА     | 9          | 58:32                     | 6:30                          |
| 7    | Џон Грансфелд        | НАСА     | 8          | 58:30                     | 7:19                          |
| 8    | Ричард Мастракио     | НАСА     | 9          | 53:04                     | 5:54                          |
| 9    | Сунита Вилијамс      | НАСА     | 7          | 50:40                     | 7:14                          |
| 10   | Стивен Смит          | НАСА     | 7          | 49:48                     | 7:07                          |
| 11   | Мајкл Финк           | НАСА     | 9          | 48:37                     | 5:24                          |
| 12   | Мајкл Фосум          | НАСА     | 7          | 48:32                     | 6:56                          |
| 13   | Стивен Боуен         | НАСА     | 7          | 47:18                     | 6:45                          |
| 14   | Скот Паразински      | НАСА     | 7          | 47:05                     | 6:44                          |
| 15   | Џозеф Танер          | НАСА     | 7          | 46:29                     | 6:38                          |
| 16   | Ендру Морган         | НАСА     | 7          | 45:48                     | 6:32                          |
| 17   | Роберт Курбим        | НАСА     | 7          | 45:34                     | 6:30                          |
| 18   | Николај Бударин      | ФКА      | 8          | 44:25                     | 5:33                          |
| 19   | Даглас Вилок         | НАСА     | 6          | 43:30                     | 7:15                          |
| 20   | Џејмс Њумен          | НАСА     | 6          | 43:13                     | 7:12                          |
| 21   | Јуриј Онуфријенко    | ФКА      | 8          | 42:33                     | 5:20                          |
| 22   | Кристина Кук         | НАСА     | 6          | 42:15                     | 7:03                          |
| 23   | Ричард Линехан       | НАСА     | 6          | 42:23                     | 7:04                          |
| 24   | Дејвид Вулф          | НАСА     | 7          | 41:17                     | 5:54                          |
| 25   | Талгат Мусабајев     | ФКА      | 7          | 41:13                     | 5:53                          |
| 26   | Пирс Селерс          | НАСА     | 6          | 41:10                     | 6:52                          |
| 27   | Сергеј Крикаљов      | ФКА      | 8          | 41:08                     | 5:08                          |
| 28   | Сергеј Авдејев       | ФКА      | 8          | 41:00                     | 5:07                          |
| 29   | Данијел Тани         | НАСА     | 6          | 39:11                     | 6:32                          |
| 30   | Роберт Кимбро        | НАСА     | 6          | 39:00                     | 6:30                          |